# II Liceum Ogólnokształcące im. Cypriana Kamila Norwida w Jeleniej Górze
II Liceum Ogólnokształcące im. C.K. Norwida w Jeleniej Górze – jeleniogórskie liceum ogólnokształcące.

## O szkole
Szkołę otwarto w październiku 1945, jako Publiczną Szkołę Powszechną, a 7 października 1983 nadano jej imię Cypriana Kamila Norwida. Od roku szkolnego 1984/85 należy ona do Zespołu Szkół Ogólnokształcących Nr 2 w Jeleniej Górze. W 1994 liceum zostało przyjęte do grona szkół zrzeszonych w UNESCO. Od 1996 prowadzone są wymiany z innymi europejskimi szkołami (gł. z Niemiec).

## Znani absolwenci
- Jacek Bierut – poeta, prozaik, krytyk literacki
- Bogdan Fabiański – dziennikarz muzyczny, prezenter radiowy i telewizyjny
- Michał Kałwa – narciarz alpejski
- Artur Lesicki – gitarzysta grający jazz, funk i blues, kompozytor, pedagog
- Piotr Łazarkiewicz – reżyser, scenarzysta, aktor i producent filmowy[1]
- Zofia Mirska – poetka, regionalistka
- Marek Napiórkowski – gitarzysta jazzowy i kompozytor
- Igor Obłoza – aktor[2]
- Kirył Pietruczuk – aktor
- Jan Turnau, absolwent I rocznika (1951) – dziennikarz, publicysta „Tygodnika Powszechnego” i „Gazety Wyborczej”
- Marcin Zawiła – poseł na Sejm II i III kadencji, prezydent Jeleniej Góry